# Canon RF 35mm f/1.8 macro IS STM
El Canon RF 35mm f/1.8 Macro IS STM és un objectiu fix normal i macro amb muntura Canon RF.
Aquest, va ser anunciat per Canon el 5 de setembre de 2018, amb un preu de venda suggerit de 75.000¥.
Aquest objectiu s'utilitza sobretot per macrofotografia i retrat.

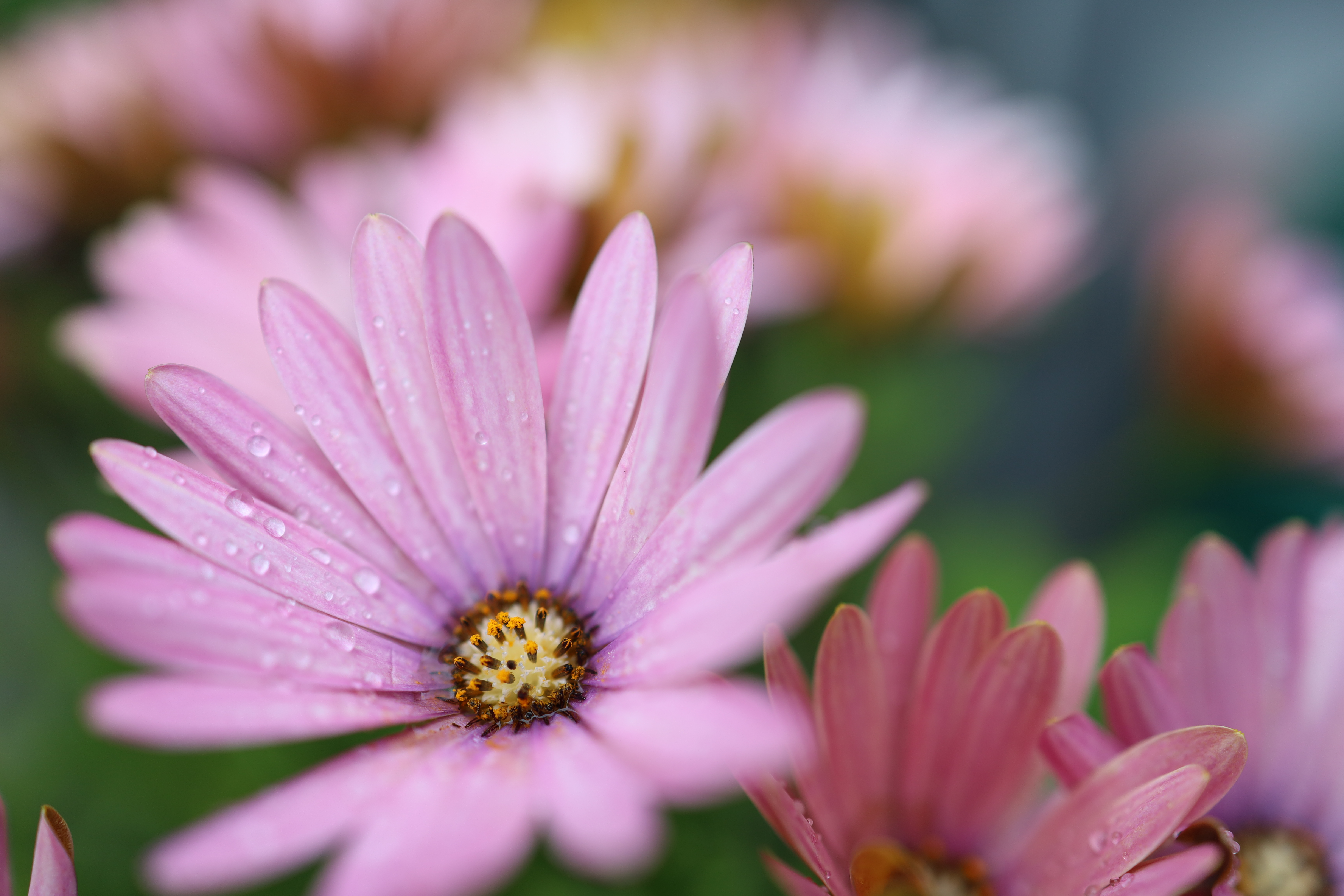
Flor fotografiada amb el Canon RF 35mm f/1.8 macro IS STM

## Característiques
Les seves característiques més destacades són:
- Distància focal: 35mm
- Obertura: f/1.8 - 22
- Motor d'enfocament: STM (Motor d'enfocament pas a pas, silenciós)
- Estabilitzador d'imatge de 5 passes
- Distància mínima d'enfocament: 17cm
- Rosca de 52mm
- Ampliació màxima: 0,5x
- Distorsió òptica de -1,05% (tipus barril) en format RAW.[4]
- L'ombrejat de les cantonades és molt extrem en format RAW (sense correcció) arribant al seu mínim a f/4 amb una mica més d'un pas de llum. Un cop corregit per software, l'ombrejat a les cantonades troba el seu mínim a f/4, amb una mica menys de mig pas de llum.
- La millor qualitat òptica el centre es troba a f/4. Mentre que a les cantonades la millor qualitat es troba a f/5.6.[4]

## Construcció[5]
- La muntura és de metall, però la resta de parts són de plàstic
- El diafragma consta de 9 fulles, i les 11 lents de l'objectiu estan distribuïdes en 9 grups.
- Consta d'un element asfèric.

## Accessoris compatibles[6]
- Tapa E-52 II
- Parasol EW-52
- Filtres de 52mm
- Tapa posterior RF
- Funda LP1016

## Objectius similars amb muntura Canon RF
- 7artisans 35mm f/1.8[7]
- 7artisans 35mm f/0.95[8]
- Laowa Argus 35mm f/0.95[9]